# Bridford
Bridford – wieś i civil parish w Anglii, w Devon, w dystrykcie Teignbridge. W 2011 civil parish liczyła 503 mieszkańców. Bridford jest wspomniana w Domesday Book (1086) jako Bredford/Bredfort/Brideford/Brideforda.